# Saint-Vincent-de-Lamontjoie
 Saint-Vincent-de-Lamontjoie  là một xã của tỉnh Lot-et-Garonne, thuộc vùng Nouvelle-Aquitaine, tây nam nước Pháp.